# Курумоч (аэропорт)
Аэропорт Куру́моч имени Сергея Королёва (ИАТА: KUF, ИКАО: UWWW) — международный аэропорт 3 класса, второй по пассажиропотоку в Поволжье. Находится в Красноглинском районе городского округа Самара, вблизи посёлка Берёза, в 35 километрах севернее центральных районов Самары, в 49 километрах от центра Тольятти. Обслуживает Самару, Тольятти и все остальные пункты Самарской области, используется также жителями соседних регионов (в частности, Ульяновской области и казахстанского города Уральск). Название аэропорта происходит от одноимённого села, расположенного в 7 км юго-западнее него.
Имеет статус аэропорта федерального значения, его годовой пассажиропоток превышает 3,5 миллиона человек.

## Общая информация
До банкротства в 2009 году авиакомпании «Самара» аэропорт был её базой.
В аэропорту расположены объекты филиала«Аэронавигация Центральной Волги» ФГУП «Госкорпорация по организации воздушного движения в Российской Федерации».
Аэропорт обеспечивает оперативное техническое обслуживание всех принимаемых воздушных судов.
Под оперативным управлением ОАО «Международный аэропорт Курумоч» находится вертодром санатория «Волжский Утёс», реконструированный в 2007 к саммиту «Россия — ЕС». Руководство Курумоча предлагает связать цепочкой вертолётных перевозок местные аэродромы: помимо собственно Курумоча и «Волжского Утёса», это аэродромы Смышляевка и Тольятти. Предполагается использовать также аэродромы государственной авиации: Сызрань (Троекуровка), Бобровка, Кряж, Рождествено, Кинель-Черкассы, Безенчук. Кроме того, имеется возможность построить вертодромы в других райцентрах области, а также на берегу Волги в черте Самары и в селе Ширяево.
По состоянию на 2010 год в Самарской области имеется около 40 вертолётных площадок, официальным эксплуатантом большинства из них является ОАО «Международный аэропорт Курумоч».
Является одним из 20 узловых аэропортов России, через которые пролегают субсидируемые государством авиарейсы.

### Собственники и руководство
Должность исполнительного директора ранее занимал Сергей Краснов, а до 2018 года — Константин Былинин. С 2018 года эту должность занимает Михаил Берман.
Имущественный комплекс аэропорта, за исключением ВПП, принадлежит АО «Международный аэропорт Курумоч», а управление компанией осуществляет «Аэропорты Регионов», обе компании являются дочерними подразделениями группы компаний «Ренова».
К 2023 году 100% акций аэропорта АО «Международный аэропорт Курумоч» принадлежит АО «Курумоч-Инвест» входящей в ГК «Ренова».

## История
Аэропорт был построен в конце 1950-х годов в связи с возникшей потребностью эксплуатации современных высотно-скоростных самолётов, требующих взлётно-посадочной полосы больших размеров; имевшийся на тот момент в Куйбышеве аэропорт Смышляевка не удовлетворял таким требованиям, а возможности расширения аэропорта не было (с севера аэродром Смышляевка ограничен железной дорогой, с юга — поймой реки Самары, с запада — аэродромом Безымянкой, с востока — посёлком Смышляевкой).

### Советский период
Официальной датой образования аэропорта считается 19 декабря 1957 года, когда был издан приказ Главного управления гражданского воздушного флота при Совете Министров СССР (ГУ ГВФ) об организации в составе Приволжского территориального управления аэропорта IV класса Курумоч. Первым начальником аэропорта Курумоч назначен Н. П. Скринский.
К 1960 году аэропорт был построен и допущен к тренировочным полётам на самолётах Ил-18 и Ан-10. С февраля 1961 года в аэропорту стала базироваться отдельная эскадрилья самолётов Ан-10.
27 февраля 1961 года из аэропорта на самолёте Ан-10 впервые выполнен рейс Куйбышев — Москва (Шереметьево) с коммерческим грузом на борту.
Регулярные пассажирские перевозки открыты 15 мая 1961 года рейсом в аэропорт «Минеральные Воды» на самолёте Ан-10. Вскоре открыты регулярные пассажирские рейсы в Ленинград, Ташкент, Адлер, Тбилиси, Свердловск.
4 мая 1962 года в соответствии с приказом ГУ ГВФ от 23 апреля 1962 года Приволжским ТУ ГВФ организован 173-й объединённый отряд в составе одной авиаэскадрильи турбовинтовых самолётов Ан-10 и одной авиаэскадрильи поршневых самолётов Ли-2 и Ил-14 из состава 66-го объединённого авиаотряда (ранее базировавшейся в аэропорту Смышляевка).
19 июля 1963 года приказом Приволжского ТУ ГВФ 173-й объединённый авиаотряд преобразован в Куйбышевский объединённый авиаотряд (КуОАО) в составе летного отряда № 173 и аэропорта Куйбышев. В этом же году начата эксплуатация самолётов Ан-12 и Ту-124.
По состоянию на 1964 год на самолётах Ту-124 из Курумоча выполнялись рейсы в Волгоград, Краснодар, Минеральные Воды и Симферополь.
В 1970-е годы в эксплуатацию поступили самолёты Ту-134, Як-40, Ту-154. 27 ноября 1974 года в Куйбышев прилетел первый Ту-154 с бортовым номером СССР-85080. А первый полет с пассажирами куйбышевский Ту-154 совершил уже на следующий день рейсом 5415/5416 Куйбышев — Ленинград (Пулково). В 1974 году были открыты рейсы 742/741, 746/745 Куйбышев — Москва (Домодедово) — Куйбышев, которые первоначально выполнялись самолётами типов Ту-124 и Ту-134, а с 1975 года (рейс 742/741) и с 1979 года (рейс 746/745) самолётами типа Ту-154. Они просуществовали до конца 1990-х годов.
В 1986—1988 годы осуществляется реконструкция аэропорта, а также строительство большого числа новых объектов.
По состоянию на конец 1980-х годов в аэропорту базировались 173-й лётный отряд (самолёты Ту-134) и 368-й лётный отряд (самолёты Ту-154, Ил-76, Ан-12).

### Российский период
В 1992 году аэропорт получил статус международного. 
В 1993 году объединённый авиаотряд преобразуется в акционерное общество открытого типа «Авиакомпания Самара», а в 1994 году создаётся открытое акционерное общество «Международный аэропорт Самара» путём выделения из ОАО «Авиакомпания Самара».

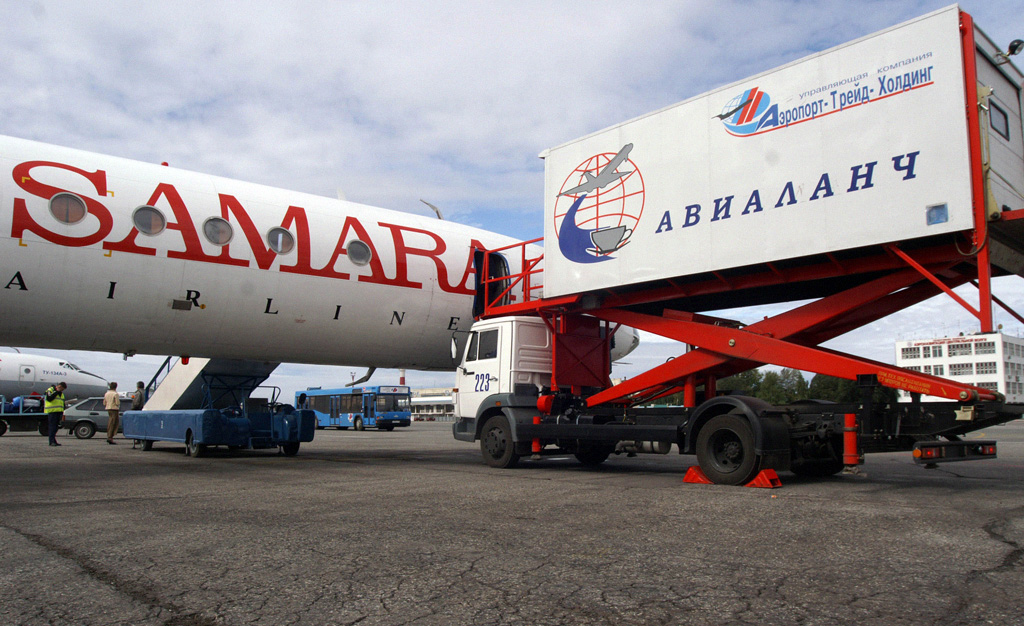
Обслуживание Ту-134 авиакомпании Самара, ранее базировавшейся в Курумоче

В 2002 аэропорту возвращено историческое название Курумоч. С этого момента он называется Международный аэропорт Курумоч.
В 2003 году на территории аэропорта открылся современный бизнес-терминал.
Реконструкция аэропорта за счёт федерального бюджета шла с 2007 года и должна была закончиться в 2014 году. В соответствии с областной программой развития пассажирских перевозок предполагалось обеспечить строительство инфраструктуры за счёт областного бюджета, а модернизацию аэровокзального комплекса за счёт средств инвестора. Предполагалось, что к 2020 году пропускная способность терминалов аэропорта вырастет до 2000 человек в час.
26 августа 2010 г. Указом Президента РФ 50,99 % акций ОАО «Международный аэропорт Курумоч», находящихся в федеральной собственности, переданы в собственность Самарской области.
В свою очередь, Правительство Самарской области передало акции подконтрольному ему ОАО «Корпорация развития Самарской области».
Ещё 40,16 % акций «Корпорация развития Самарской области» выкупила у частных инвесторов. В совокупности на конец 2011 года у корпорации было почти 96,2 % акций Курумоча.
В конце 2011 года ОАО «Кольцово-Инвест» (входило в ГК «Ренова») выиграло конкурс по реализации инвестиционной программы развития международного аэропорта Курумоч. 
31 мая 2012 г. Группа компаний «Ренова» через подконтрольное ей ЗАО «Курумоч-Инвест» стала владельцем 71,18% акций ОАО «Международный аэропорт Курумоч», получив их от ОАО «Корпорация развития Самарской области». Однако, часть инфраструктуры осталась во владении структур, связанных с депутатом губернской думы Алексеем Ушамирским. В частности, подконтрольная депутату группа «ВИД» владела гостиницей в аэропорту, привокзальными стоянками, VIP-терминалом (переделан из автовокзала) и цехом бортового питания.
В 2013 году ЗАО «Курумоч-инвест», подконтрольное ГК «Ренова», приобрело всю инфраструктуру вокруг самарского аэропорта, принадлежавшую до этого бизнес-структурам.
В 2015 году под контроль «Реновы» были переданы оставшиеся 25% акций, подконтрольных государству в лице ОАО «Корпорация развития Самарской области». Управляющей компанией аэропорта стала АО УК «Аэропорты регионов».
19 января 2015 года на территории аэропорта введено в эксплуатацию здание нового терминала. 5 апреля 2015 года здание старого терминала закрыто для пассажиров. 
31 мая 2019 года аэропорту присвоено имя Сергея Королёва.

## Аэровокзал

### История
Первое здание аэровокзала было построено по типовому проекту 1958 года, в переходном стиле между сталинским ар-деко и стеклянным хрущёвским модернизмом. Двухэтажное протяжённое здание с композиционно симметричными фасадами со стороны привокзальной площади и аэродрома было увенчано со стороны перрона башней командно-диспетчерского пункта в виде небольшой усечённой перевёрнутой пирамиды. Расчётная нагрузка составляла 200 пассажиров в час.
В 1976 году здание аэровокзала «Курумоч» было существенно реконструировано (архитекторы В. Г. Каркарьян, Г. А. Васильев, интерьеры — В. Г. Каркарьян, В. Н. Ржевский, технологическая часть — начальник наземных сооружений авиаотряда В. П. Маслаков), оно осталось симметричным, с большой остеклённой частью, входная группа была оформлена остеклённой башней с часами, фасад украшен изображениями самолётов и облаков. Расчётная нагрузка перестроенного здания составляла более 600 пассажиров в час.. 
В 1993 году был построен и введён в действие первый международный терминал. 
В XXI веке старое здание аэровокзала не справлялось с возросшим пассажиропотоком, неоднократно поднимался вопрос о реконструкции или строительстве нового. В расчёте на многократное увеличение пассажиропотока в 2018 году, в период Чемпионата мира по футболу, был построен новый терминал, официально открытый 19 января 2015 года .
5 апреля 2015 года здание старого терминала закрыто для пассажиров. 

#### Реконструкция и строительство нового терминала
17 января 2012 года между «Корпорацией развития Самарской области» и ОАО «Кольцово-Инвест» было подписано инвестиционное соглашение о реализации проекта строительства нового аэровокзального комплекса, реконструкции и модернизации инженерных систем и коммуникаций международного аэропорта Курумоч, а также его эксплуатации.
С целью реализации данного проекта инвестор создал ЗАО «Курумоч-Инвест», которое 31 мая 2012 г. получил 71,1773 % акций ОАО «Международный аэропорт Курумоч», принадлежащих ОАО «Корпорация развития Самарской области». После исполнения инвестиционных обязательств, инвестор дополнительно получил 25,0114 % акций аэропорта.

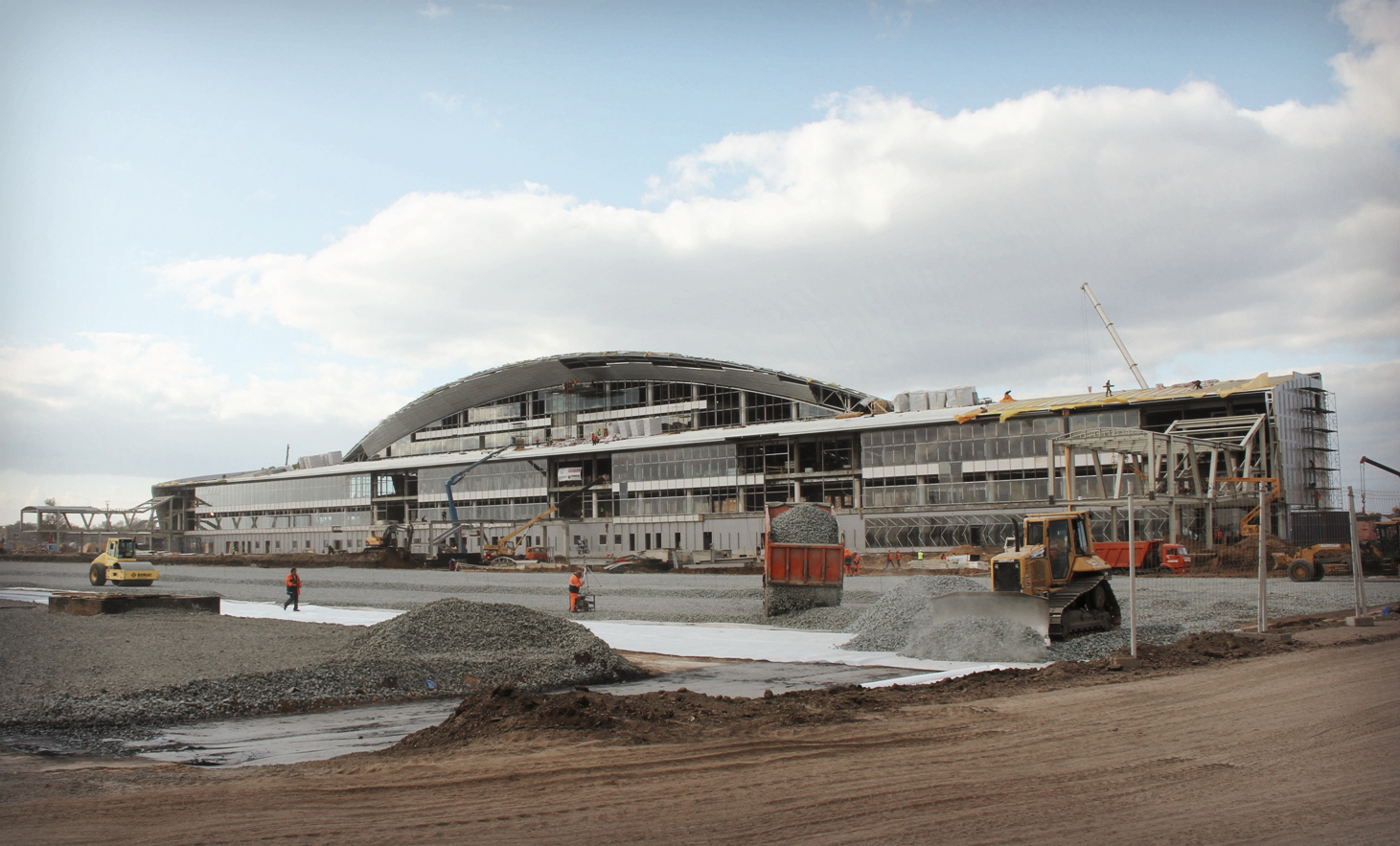
Строительство терминала

По данным на конец 2012 года общая стоимость реконструкции аэропорта должна была составить 21 миллиард рублей, включая реконструкцию аэродрома за счет федеральных средств. Остальные объекты должны  были реконструироваться за счёт частных инвесторов, которые были намерены вложить в аэропорт более 12,3 млрд руб., из которых от 4 до 5 млрд рублей планировалось инвестировать до конца 2014 года. Планировалось до конца 2014 года построить новый пассажирский терминал площадью 42 000 м², а также грузовой терминал площадью около 6000 м². Согласно второму этапу инвестиционной программы (период с 2015 до 2018 годы) терминал планировалось расширить до 60 тыс. м². (пропускная способность терминала должна была составить более 3,5 млн чел. в год), а также планировалось построить новую гостиницу, бизнес-центр, многоуровневую парковку и железнодорожный терминал.
24 декабря 2014 года ФАВТ разрешило ввод в эксплуатацию новых пассажирского и грузового терминалов аэропорта. 28 декабря 2014 в новом пассажирском терминале был обслужен в тестовом режиме первый регулярный рейс на прилёт. C 19 января 2015 года все внутренние рейсы обслуживаются в новом Терминале 1 аэропорта. C 5 апреля 2015 года международные рейсы также выполняются из терминала №1.
Терминал № 2 после чемпионата мира по футболу не используется, планы по дальнейшему его использованию пока неизвестны. Возможны варианты как возврата в него внутренних рейсов (в полном объёме, либо только рейсов региональной авиации, выполняющихся на самолётах, не требующих использования телетрапов), так и сноса.

### Характеристики

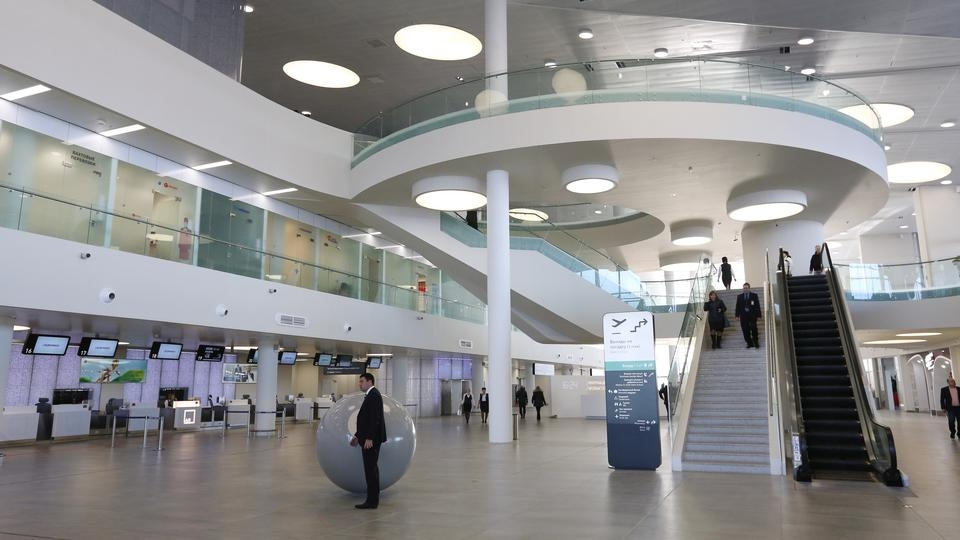
Интерьер терминала

Пассажирский комплекс аэропорта представлен двумя терминалами: новым (сдан в эксплуатацию в январе 2015 года) терминалом площадью 42 600 квадратных метров пропускной способностью 2600 пассажиров в час и порядка 60 тысяч в сутки и старым — его пропускная способность достигает в пиковые часы 1500 пассажиров в час. В год Самарский аэропорт способен обслужить до 10 (критический возможный объём потока — 20 миллионов в год) миллионов пассажиров. 
Терминал 1 оснащён 24 стойками регистрации, семью телескопическими трапами и шестью выходами к перронным автобусам для посадки и высадки пассажиров, четырьмя багажными каруселями-транспортерами (2 в зоне прилёта внутренних линий и 2 в зоне прилёта международных линий), автоматической системой сортировки багажа. В терминале работают рестораны, кафе и магазины.
В Терминале 2 расположены 10 стоек регистрации и 5 выходов к перронным автобусам.
Грузовой комплекс представлен новым терминалом площадью 5400 м², оснащённым оборудованием для погрузки, выгрузки и хранения грузов.

## Аэродром

### История
В 1986 году завершено строительство второй ВПП-2 (15/33), позволившей принимать самолёты Ил-86.

С 2007 года велась реконструкция аэродрома за счет средств федерального бюджета. 

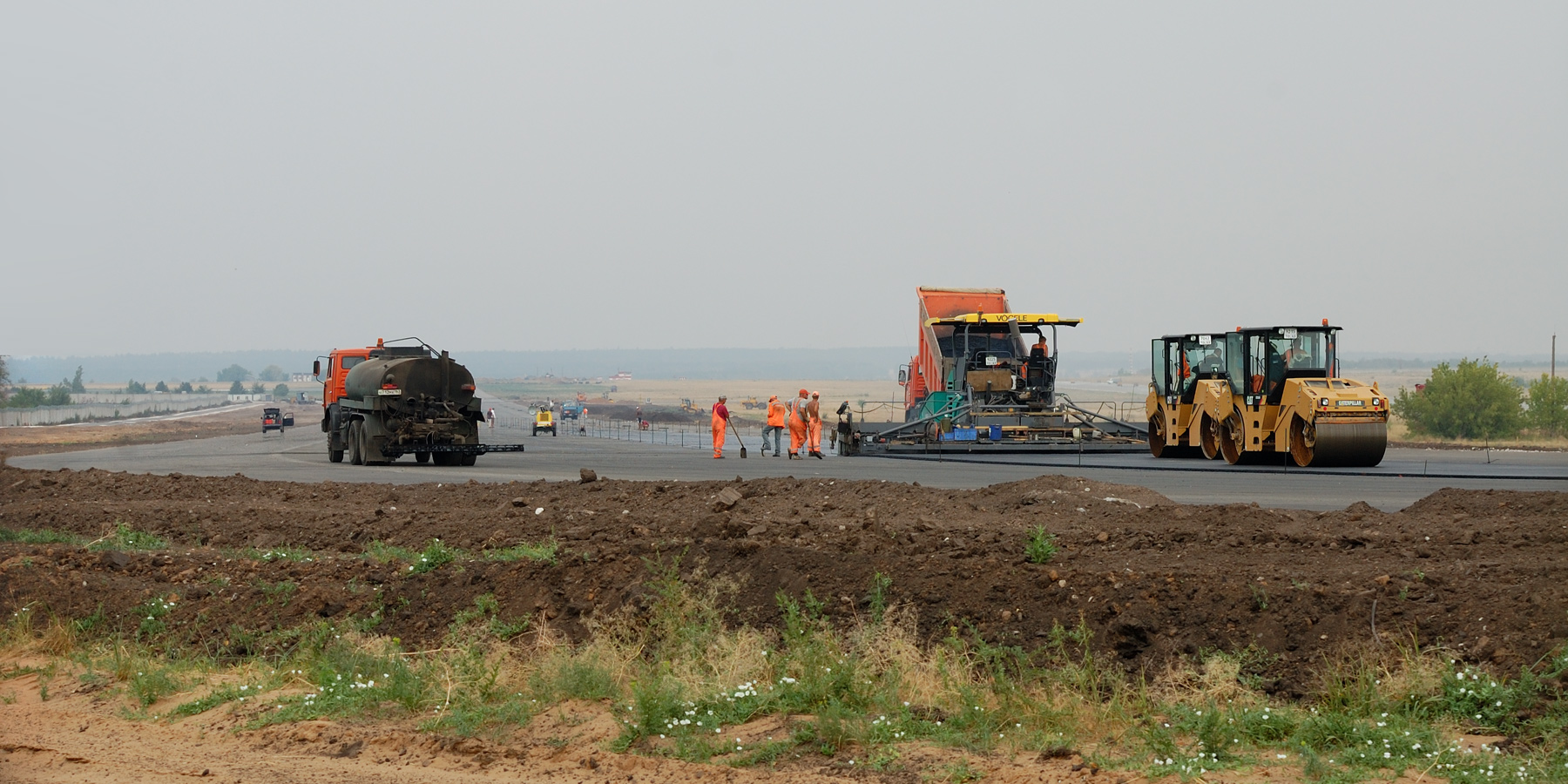
Реконструкция рулёжной дорожки, 2010 год

В 2012 году предполагалось осуществить реконструкцию ВПП-2 и рулежных дорожек, оборудование полосы в соответствии с требованиями третьей категории ИКАО, частичную реконструкцию полосы ВПП-1, реконструкцию и расширение перрона, строительство водосточно-дренажной сети аэродрома с очистными сооружениями поверхностного стока, строительство аварийно-спасательных станций, инженерных сетей к новым объектам, патрульной автодороги и ограждения аэропорта. На реализацию проекты были выделены 9 млрд рублей федеральных средств.
ВПП-2 должна быть введена в эксплуатацию осенью 2013 года. К 2014 году планируется закончить реконструкцию взлётно-посадочных полос, что позволит аэродрому принимать любые типы воздушных судов без ограничений по массе.
В январе 2018 года введена в эксплуатацию реконструированная ВПП-2 (15/33), не работавшая на протяжении ряда лет.
С тех пор ВПП-1 (05/23) периодически закрыта. Как минимум в периоды: с января по апрель 2018, с февраля по апрель 2019, с ноября 2021 по ноябрь 2022, с марта 2023 года по май 2024 года.

### Характеристики

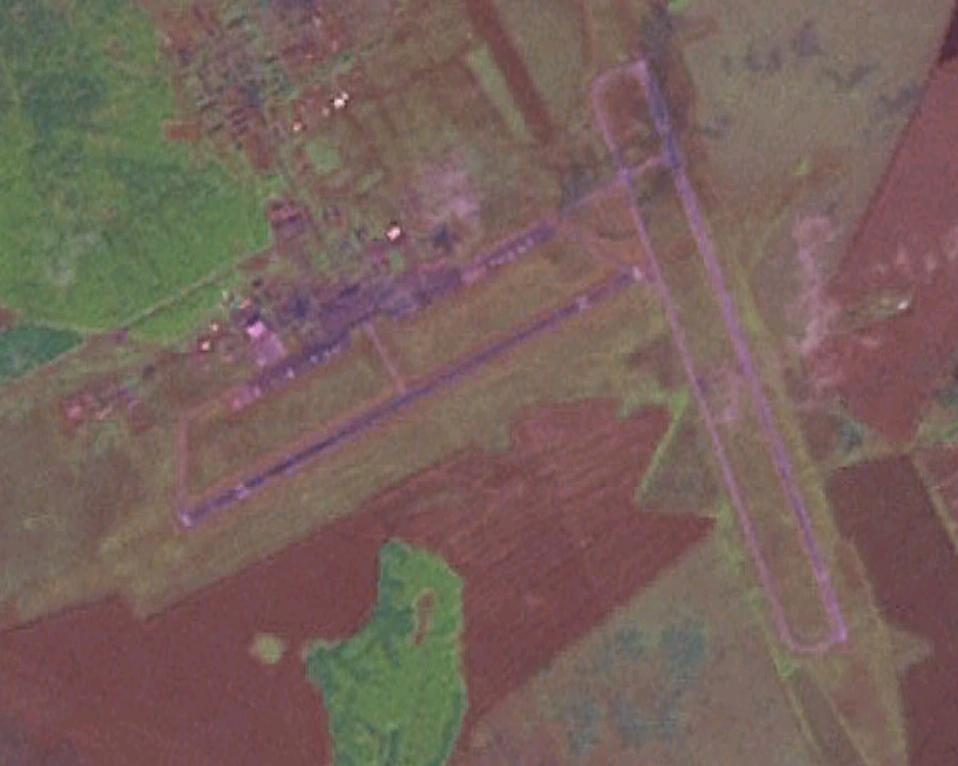
Курумоч, снимок НАСА

Аэродром Курумоч класса 4Е по классификации ИКАО и класса Б по российской классификации.На прием таких воздушных судов как Ан-124, A-321, A-330, В-737 900ER, B-767, В-777 300, В-777 300ER, В-747 наложены ограничения.
Аэродром располагает 54 стоянками для ВС (воздушных судов), в том числе 10 — для ВС 1 класса (индекс 7). Для ВС индекса 6 — 14 МС (мест стоянки). Имеется 3 перрона: центральный — PCN от 39/F/D/X/T до 58/F/D/X/T; западный — 36/R/B/X/T; восточный — от 52/R/A/W/T до 65/R/B/W/T. Рулёжные дорожки имеют PCN от 65/R/C/X/T до 58/R/B/W/T. ВПП № 1(05/23) — от 43/F/D/X/T до 52/F/D/X/T (в зависимости от времени года); ВПП № 2 (15/33) — 82/R/C/X/T.

#### Взлётно-посадочные полосы
На аэродроме имеется две взлётно-посадочные полосы (ВПП-1:05/23 и ВПП-2:15/33), оборудованные современными системами посадки по приборам (ILS). 
ВПП аэродрома почти перпендикулярны, что позволяет найти оптимальный курс для взлетно-посадочных операций с учётом направления ветра. Максимальная пропускная способность двух ВПП — 56 ВПО (взлётно-посадочные операции) в час при простых метеоусловиях. Это возможно только при одновременном использовании ВПП 15 (посадка) и ВПП 23 (взлёт). 

##### ВПП-1
ВПП-1 оборудована по I категории (видимость на ВПП не менее 550 метров и высота принятия решения не менее 60 м). ВПП-1 оборудована огнями приближения 1 категории ИКАО (белые), подсветкой торцов (зелёные и красные), границ (белые, зелёные и красные) и оси ВПП (белые), а также осей РД (жёлтые). РД соединяющиеся с ВПП-1 обозначены буквой «А», подсвечиваются синим цветом и не имеют подсветки оси руления.

##### ВПП-2
ВПП-2 имеет оборудование категории IIIА ИКАО, что позволяет принимать воздушные суда всех используемых типов (имеющие бортовое оборудование инструментальной посадки) при горизонтальной видимости не менее 200 метров, высота принятия решения (ВПР) — не менее 30 метров. 
ВПП-2 имеет огни приближения 3 категории ИКАО (белые, боковые красные), импульсные огни приближения (белые), подсветку границ (зелёные, белые и красные), торцов (зелёные, красные) зоны касания (белые), осевой линии (белые) и осей руления РД быстрого схода с полосы (жёлтые). РД, соединяяющиеся с ВПП-2 (обозначены буквой «В» и цифрой) имеют подсветку границ (синий) и оси руления (жёлтый/белый).

## Показатели деятельности

### Авиакомпании и направления

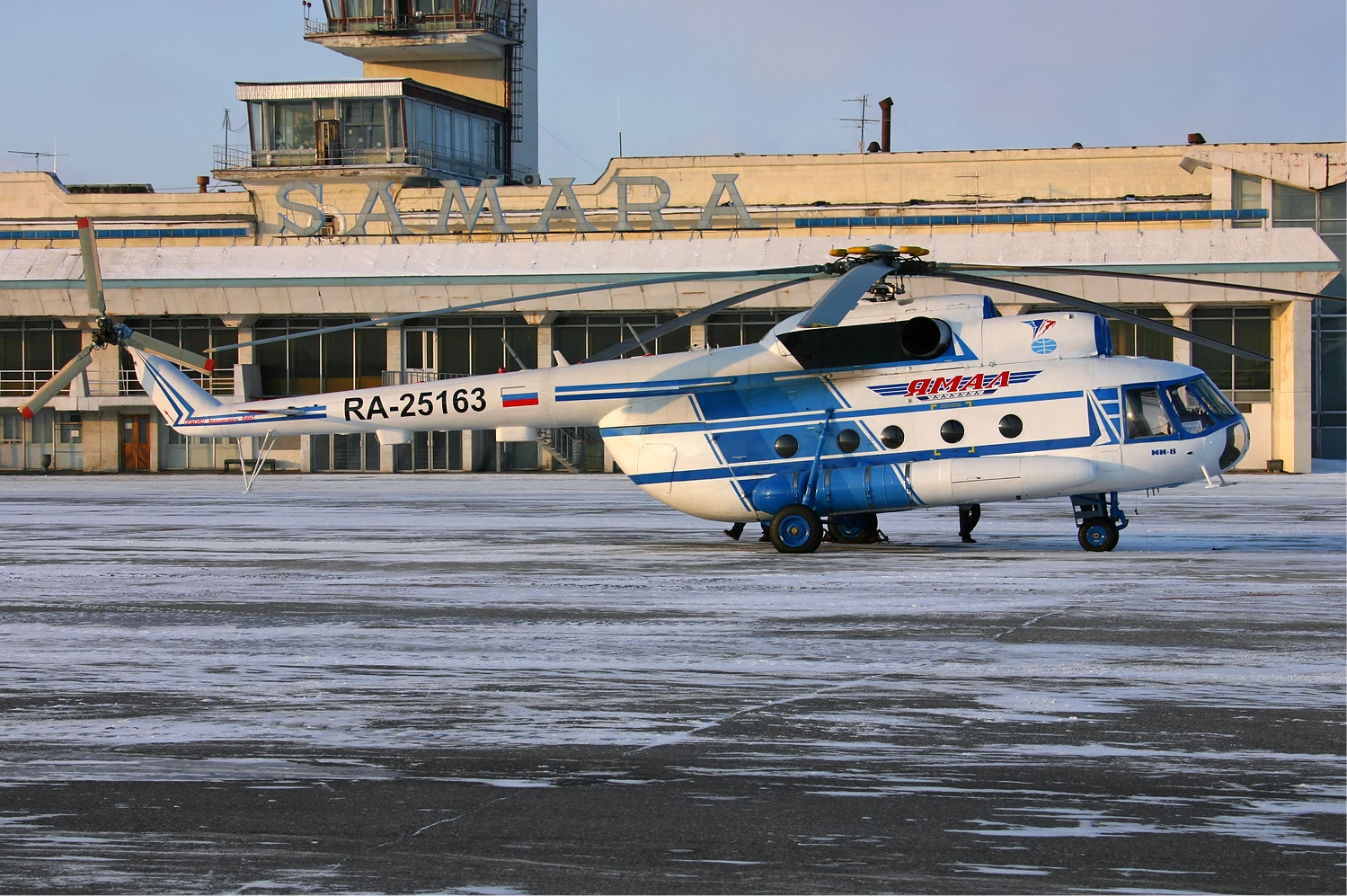
Вертолёт Ми-8Т авиакомпании Ямал на перроне

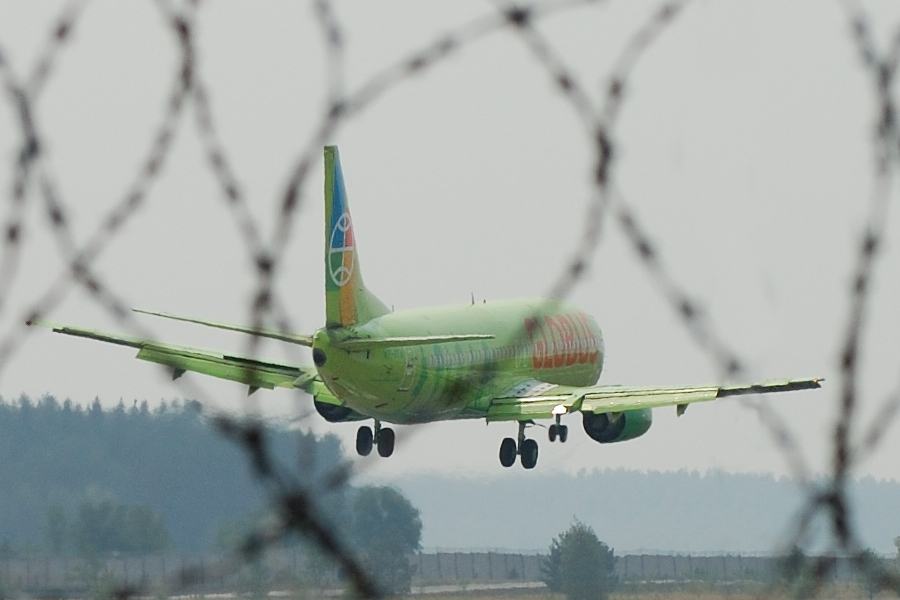
Boeing 737-400 Глобуса приземляется в Курумоче

В 2018 году маршрутная сеть аэропорта состояла из более 100 направлений, полёты на которых совершали более 50 авиакомпаний.
В 2021 году более 30 российских и зарубежных авиакомпаний выполняют регулярные рейсы более чем по 50 направлениям.

### Пассажиропоток
В 1970 году из аэропорта отправлено более 700 тысяч пассажиров и 27 000 тонн груза и почты. В 1980-е — 1990: вплоть до 3,7 миллиона пассажиров в год. В 1990 году пассажиропоток аэропорта достиг рекордного уровня в 3,7 млн человек. За 1993 год аэропорт обслужил около 2 млн пассажиров. В последующие годы из-за экономического кризиса в стране годовые объёмы авиаперевозок аэропорта неуклонно сокращались и достигли минимума в 805 тысяч человек в 2000 году. Далее начался постепенный рост. В 2010 году впервые с середины 1990-х годов годовой пассажиропоток аэропорта перешагнул полуторамиллионный рубеж. В дни проведения Чемпионата мира по футболу 2018 были достигнуты абсолютные рекордные суточные показатели для новейшей истории самарского аэропорта. 2 июля суточный пассажиропоток составил 18 432 пассажира. 25 июня был зафиксирован рекорд по взлётно-посадочным операциям — за сутки самолёты взлетали и садились 181 раз.
Данные из запроса в Викиданные.
|                | 2001       | 2002       | 2003       | 2004       | 2005       | 2006       | 2007       | 2008       | 2009       | 2010       |
| -------------- | ---------- | ---------- | ---------- | ---------- | ---------- | ---------- | ---------- | ---------- | ---------- | ---------- |
| Пассажиропоток | ▲840 000   | ▲876 000   | ▲914 000   | ▲1 001 783 | ▲1 040 250 | ▲1 218 954 | ▲1 393 828 | ▲1 457 346 | ▼1 306 092 | ▲1 570 911 |
|                | 2011       | 2012       | 2013       | 2014       | 2015       | 2016       | 2017       | 2018       | 2019       | 2020       |
| Пассажиропоток | ▲1 740 641 | ▲1 890 483 | ▲2 167 728 | ▲2 377 418 | ▼2 208 127 | ▼2 092 042 | ▲2 649 426 | ▲3 086 000 | ▼2 999 000 | ▼1 700 000 |
|                | 2021       | 2022       | 2023       | 2024       |            |            |            |            |            |            |
| Пассажиропоток | ▲3 000 000 | ▼2 900 000 | ▲3 540 000 | ▲3 570 000 |            |            |            |            |            |            |

## Катастрофы и авиационные происшествия
Серьёзные авиационные происшествия происходили в аэропорту «Курумоч» в среднем один раз в 21 год (3 катастрофы за 63 года), всего погибло 105 человек и 2 человека в небе над Куйбышевской областью.

### Катастрофы
Катастрофа 8 марта 1965 года
8 марта 1965 года в аэропорту «Курумоч» потерпел катастрофу самолёт Ту-124В, с регистрационным номером СССР-45028, принадлежавший Приволжскому УГА (Аэрофлот), выполнявший рейс № 513 Куйбышев — Ростов-на-Дону (на борту находилось 39 человек). Самолётом управлял КВС-стажёр и проверяющий, а КВС и второй пилот в управлении самолётом участия не принимали и находились в салоне. Вскоре после отрыва самолёта от ВПП при наборе высоты в условиях сильного снегопада пилоты потеряли ориентировку, самолёт начал падать, при ударе о землю ящики из переднего грузового отсека (расположен на палубе прямо у пассажирского люка) вылетели и убили пилотов. Самолёт столкнулся с поверхностью земли в заснеженном поле на удалении 2300 м от центра ВПП. Столкновение произошло сначала левой плоскостью, затем носовой частью. Самолёт был разрушен, пожара не возникло. Всего погибло 30 человек (9 членов экипажа и 16 пассажиров погибли на месте, 5 пассажиров скончались в больнице). Самолёт Ту-124В, бортовой номер СССР-45028, в эксплуатации находился с 31 июля 1962 по 8 марта 1965. Причиной катастрофы явилась неисправность авиагоризонтов.
Катастрофа 20 октября 1986 года
20 октября 1986 года в 16 часов 58 минут по местному времени в аэропорту «Курумоч» при посадке потерпел катастрофу самолёт Ту-134А, с регистрационным номером СССР-65766, следовавший рейсом из Свердловска (ныне Екатеринбург) в Грозный. Самолёт произвел посадку с большим тангажом и повышенной скоростью. Шасси сломались от удара о ВПП, машина легла на брюхо, и её около 300 м несло по инерции, после чего она перевернулась через правую консоль крыла и встала вверх шасси. От удара фюзеляж самолёта переломился надвое, из разрушенных топливных баков полилось топливо, и возник пожар. Из 93 пассажиров и членов экипажа выжило только 24 человека (всего погибло 69 человек, из них на месте катастрофы 58, в больницах скончалось 11 человек). Причиной авиакатастрофы послужили грубые нарушения техники пилотирования командиром воздушного судна: он поспорил с экипажем, что сможет посадить самолёт вслепую (по одним только показаниям приборов) и выполнял посадку, закрыв окна кабины шторками. Видео на YouTube
Катастрофа 17 марта 2007 года
17 марта 2007 года в 09.40 по московскому времени в аэропорту «Курумоч» при посадке потерпел катастрофу самолёт Ту-134АК с регистрационным номером RA-65021 компании UTair, следовавший рейсом № 471 из Сургута в Белгород с промежуточной посадкой в Самаре с 7 членами экипажа и 50 пассажирами на борту. Не дотянув 400 м до взлётно-посадочной полосы, самолёт ударился стойками шасси о землю, проехал ещё около 500 м в сторону от полосы, перевернулся через левую консоль крыла и развалился на части. В результате 6 человек погибли, 27 госпитализированы. По выводам комиссии происшествие стало возможным «в результате организационно-технологических и процедурных недостатков в работе и взаимодействии служб метеорологического обеспечения и управления воздушным движением, а также ошибок в действиях экипажа».

### Авиационные происшествия
Авиационное происшествие 10 ноября 1963 года
10 ноября 1963 года самолёт Ил-18Б выполнял пассажирский рейс по маршруту Ташкент – Куйбышев – Москва. На борту находилось 70 пассажиров и 1670 кг почты. В 14:40 экипаж выполняя посадку в аэропорту «Курумоч», совершил приземление самолёта со значительной вертикальной скоростью. От сильного удара о землю и возникшей в этот момент большой нагрузки разрушились силовые элементы левой установки шасси. Пробежав 120 м, самолёт лёг на консоль левого крыла и в это время, вследствие разрушения топливной системы, возник пожар. На удалении 600 м от места приземления самолет сошёл на грунт и, продолжая гореть, резко развернулся влево. Экипаж и пассажиры невредимы. Самолёт сгорел.
Авиационное происшествие 9 июля 1973 года
9 июля 1973 года в 19:42 по местному времени самолёт Ту-124В вылетел из куйбышевского аэропорта «Курумоч» и начал набор высоты. В 19:53 самолёт находился на высоте 6600 метров над Шигонским районом Куйбышевской области и ориентировочно в 97—100 километрах от аэропорта вылета, когда неожиданно разрушилась турбина правого реактивного двигателя. Её обломки пробили обшивки двигателя и фюзеляжа, и проникли в салон: 2 пассажира погибло и 4 пассажиров было ранено. Экипаж тут же отключил двигатель и активировал его систему пожаротушения, а также перевёл самолёт на крутое снижение. Возникшая разгерметизация и гибель людей привели к возникновению паники среди пассажиров, которые побежали в переднюю часть салона, тем самым переместив центр тяжести самолёта вперёд и значительно усложнив пилотирование судна. В 20:05 самолёт произвёл посадку в аэропорту «Курумоч».

## Наземное транспортное сообщение

### История

#### Железнодорожный транспорт
Железнодорожное пассажирское сообщение было частью инфраструктуры аэропорта c 1960-х до 1990-х годов.
18 октября 2008 было восстановлено регулярное железнодорожное сообщение между вокзалом города Самара и аэропортом Курумоч. Ежедневно выполнялось 6 рейсов электропоездов по расписанию с остановками на станциях «Безымянка» и «Средневолжская». Время в пути составляло 1 час 15 мин. Отправление электропоезда осуществлялось с железнодорожной платформы «Аэропорт Курумоч». От терминала прилёта за 15 минут до времени отправления электропоезда отправлялся автобус. Прибывшие в аэропорт пассажиры также доставлялись от платформы до здания аэровокзала на автобусах. В 2009 году курсирование электропоездов в аэропорт было прекращено по причине убыточности (загрузка электропоездов составляла обычно 20—30 пассажиров).
2 августа 2016 года начато движение электропоездов по маршруту Самара — аэропорт Курумоч (и обратно) с промежуточными остановками Стахановская, Пятилетка, Средневолжская, Ягодная, Водинская и Старосемейкино. Новый терминал аэропорта находится на расстоянии около 1 км от станции. Стоимость билета составляла 150 рублей. Изначально в день выполнялось 4 рейса. С ноября 2016 года выполнялось лишь 2 рейса в день. Частота рейсов достигла вновь четырех в день лишь в период проведения чемпионата мира по футболу в 2018 году. С 1 января 2019 года движение электропоездов ввиду низкого пассажиропотока было прекращено.

#### Автобусный транспорт
До 2005 года в аэропорту имелась крупная автостанция, с которой отправлялись автобусы по маршрутам 136, 137 Аэропорт—Куйбышев (Самара), 604 Аэропорт—Тольятти, 626 (с 1989 года - 326) Аэропорт—Тольятти Новый город, а также в Сызрань, Жигулёвск, Отрадный, Ульяновск, другие города Самарской области и соседних областей. На линиях Аэропорт-Куйбышев (Самара) и Аэропорт—Тольятти работали междугородные автобусы Икарус-250, Икарус-255, Икарус-256. В настоящее время автостанция закрыта. Маршруты № 137 от ЦАВ Самара и № 326 от автостанции Тольятти отменены.

### Текущее состояние

#### Автобус
Для проезда из аэропорта в Самару и в обратном направлении во второй половине 2024 года были доступны следующие автобусные маршруты: 
- №78  («Барбошина Поляна» — пос. Берёза) — около 5 рейсов в день от аэропорта на окраину города. Стоимость проезда — 38 рублей.
- №392 (Совхоз «Молодая Гвардия» — пос. Берёза). Периодичность — раз в час до 18 часов. Следует через периферийные районы Самары неподалеку от Автовокзала. Стоимость проезда — около 100 рублей до района Автовокзала.

Автобусы других маршрутов, указанные в расписании, по состоянию на 2024 год, могут следовать мимо аэропорта, не заезжая в него. Автобусы №78 и 392 также могут не заезжать иногда в аэропорт.

#### Каршеринг
Делимобиль (Стоянка Р1 (для машин Делимобиль бесплатно)) — действительно для жителей и гостей г.Самара. С 12.09.2020 завершить аренду в Тольятти невозможно.

#### Такси
В аэропорт можно добраться также на такси из Самары (700—1500 рублей) и Тольятти (1000—1200 рублей).

## Фильмография
- В аэропорту «Курумоч» проходили съёмки ряда эпизодов кинокомедии Тимура Бекмамбетова «Ёлки 3» (2013).[65]

## Спорт
В 1970-х годах в аэропорту Курумоч имелась собственная футбольная команда «Лайнер». В 1990-х годах команда была переименована в «Полёт», а в 2006 году была официально зарегистрирована как футбольный клуб «Полёт».